# Joy Chant
Joy Chant (pseudonym för Eileen Joyce Rutter), född 13 januari 1945, är en brittisk fantasyförfattare, mest känd för Röd måne och svarta berg.

### Fantasyromaner
- House of Kendreth-serien
  - Red Moon and Black Mountain (1970) (Röd måne och svarta berg, 1974)
  - The Grey Mane of Morning (1977)
  - When Voiha Wakes (1983)
- The High Kings (1983, George Allen & Unwin) (i samarbete med Ian and Betty Ballantine, George Sharp och David Larkin)

### Facklitteratur
- Fantasy and Allegory in Literature for Young Readers (1971)

### Novellsamlingar
- The Coming of the Starborn (1983)